# بلاذر
بَلاذُر (به انگلیسی: Cashew) با (نام علمی: Semecarpus Anacardium) گیاه و میوه‌ای بومی هند و از خانوادهٔ بادام هندی است. آن را برای تقویت حافظه مفید می‌دانستند، گرچه سمی است.
بَلاذُر درختی است با قامتی حدود ۶ تا ۱۰ متر، دارای تاجی عریض و همیشه‌سبز؛ شاخه‌های آن بدون کرک، و به‌صورت متراکم برگ‌دار.
برگ‌های آن متناوب، چرمی و دمبرگ کوتاهی دارد. کاسهٔ گل آن عمقی بوده و دارای پنج کاسبرگ سرنیزه‌ایست؛ گلبرگ‌ها به رنگ زرد با نوارهای قرمزاند. میوهٔ آن قهوه‌ای مایل به خاکستری است. پوست تنه، برگ‌های تازه و روغن بخش‌هایی از گیاه مصرف دارویی دارد.
در میوهٔ آن، بر اثر از بین رفتن بعضی از سلول‌ها، نوعی مادهٔ روغنی با اثر محرق تشکیل می‌شود که حلال در الکل است، این روغن به نام روغن بَلاذُر شناخته می‌شود.